# The Ripper (singolo)
The Ripper è una famosa canzone del gruppo heavy metal inglese Judas Priest ed è la seconda traccia del loro secondo album Sad Wings of Destiny del 1976. È stata pubblicata come singolo, l'unico dall'album.
La canzone è una delle più famose del gruppo di Birmingham ed è ancora tutt'oggi suonata spesso dal vivo dalla band. Il testo è riferito a Jack lo squartatore, il famoso maniaco della Londra di fine '800. La canzone è stata scritta da Glenn Tipton e Rob Halford ed è inclusa in Unleashed in the East, '98 Live Meltdown e Live in London, oltre che nella raccolta The Essential Judas Priest.